# Compsodecta grisea
Compsodecta grisea là một loài nhện trong họ Salticidae.
Loài này thuộc chi Compsodecta. Compsodecta grisea được Elizabeth Maria Gifford Peckham & George William Peckham miêu tả năm 1901.